# 羅德島州
羅德島州（i/ˌroʊd -/，讀音和相似），是美國面積最小的一個州，又譯作羅德艾蘭州。簡稱羅州。此州屬於美國東北部新英格蘭的一部份。也是美國獨立革命中的早期13州聯盟之一，因此州旗繪有13顆星。羅德島州西邊鄰接康乃狄克州，北邊、東邊皆和麻薩諸塞州相鄰，南邊鄰海。州下辖五个县，有普罗维登斯县、肯特县、华盛顿县、布里斯多县和新港县。
羅德島州涵蓋了普洛威頓斯莊園的主要土地，也就是普罗维登斯县中所有的城鎮，以及羅德島（也就是地理上的艾奎奈克島），包含有新港市、米德尔敦與普茲茅斯市三個大城，這些城市大多是港灣。地理上羅德島州有十分之一的區域為海水覆蓋，而且無論從此州的任何地方到海岸線都不超過半小時的車程。所以它的別名是「海洋之州」，州旗與州徽都繪有船錨。
由於羅德島州的名字上有個「島」字，許多人都誤解本州是個獨立島嶼，事實上羅德島州也有相當大一部分在美國本土。原州名为“罗得岛与普罗维登斯庄园州”（State of Rhode Island and Providence Plantations），由於羅德島州全称中的“普罗维登斯庄园”（Providence Plantations）一詞令人錯誤地以為此名字和奴隸制度有關，故羅德島州在2010年、2020年舉行公投決定繼續使用原有州名，或刪除州名中的一詞，2010年公投以压倒性多数（78％对22％）投票保留了整个原名；2020年公投則以52.8％至47.2％的票数通过改为罗得岛州。

## 歷史
1620年一批清教徒由荷兰到波士顿南不远的普利茅斯，后并入马萨诸塞殖民地内。马萨诸塞殖民地内一个叫羅傑·威廉士的教士，因抨击殖民地教会与政府融为一体而获罪，1636年他逃到普罗维登斯庄园隐居。因为他曾公开认为殖民者不应该夺取印第安人的土地，从而得到印第安人信任，卖给他一片土地，建立了普罗维登斯大农场。后又有一些教徒被马萨诸塞殖民地所驱逐，他们得到威廉斯的协助。印第安人将位于纳拉甘西特湾的阿奎德內克島卖给他们。
該島是羅德島州面積最大的島嶼，它的正式名稱是羅德島（Rhode Island），也是羅德島州名稱的來源，然而為了與羅德島州區別，大多稱為阿奎德內克島。現在尚不清楚該島為何命名為羅德島，但是有兩個歷史事件可能對此產生影響：
- 探險家乔瓦尼·达·韦拉扎诺（Giovanni da Verrazzano）注意到靠近纳拉甘西特湾（Narragansett Bay）的島嶼形狀與希臘的羅德島（希臘語：Ρόδος）相似。隨後的歐洲探險家無法準確判斷韦拉扎诺所說的島嶼，但是隨後到來的殖民者認為就是這座島嶼。
- 阿德里亚恩·布洛克（Adriaen Block）在他1610年的遠征中經過了該島，他在1625年的遊記中將它描述為“具有紅色外表的島嶼”，這句話在17世紀荷蘭語中的表達為 “een rodlich Eylande”。一個流行的觀念認為這個荷蘭短語可能影響了羅德島的命名。（歷史學家認為，“紅色外表”源於秋天的紅色樹葉或海岸上的部分黏土。）

羅傑·威廉士是記錄中最早稱艾奎奈克（Aquidneck）島為羅德島的人（1637年）。這個名字正式應用於該島是在1644年，通過如下語句：“艾奎奈克島今後將被稱為羅德島”（ Aquethneck shall be henceforth called the Isle of Rodes or Rhode-Island ）。“羅德島”之名在1646年被正式用於法律文件，而荷蘭人的地圖最早在1659年就稱此島為“紅島”(Roodt Eylant)。
1776年5月4日，羅德島殖民地及普羅維登斯莊園宣告不再效忠英國，為原有北美十三州中的第一個。1790年5月29日批准美國憲法，成为美國的第13州。

## 法律與政府

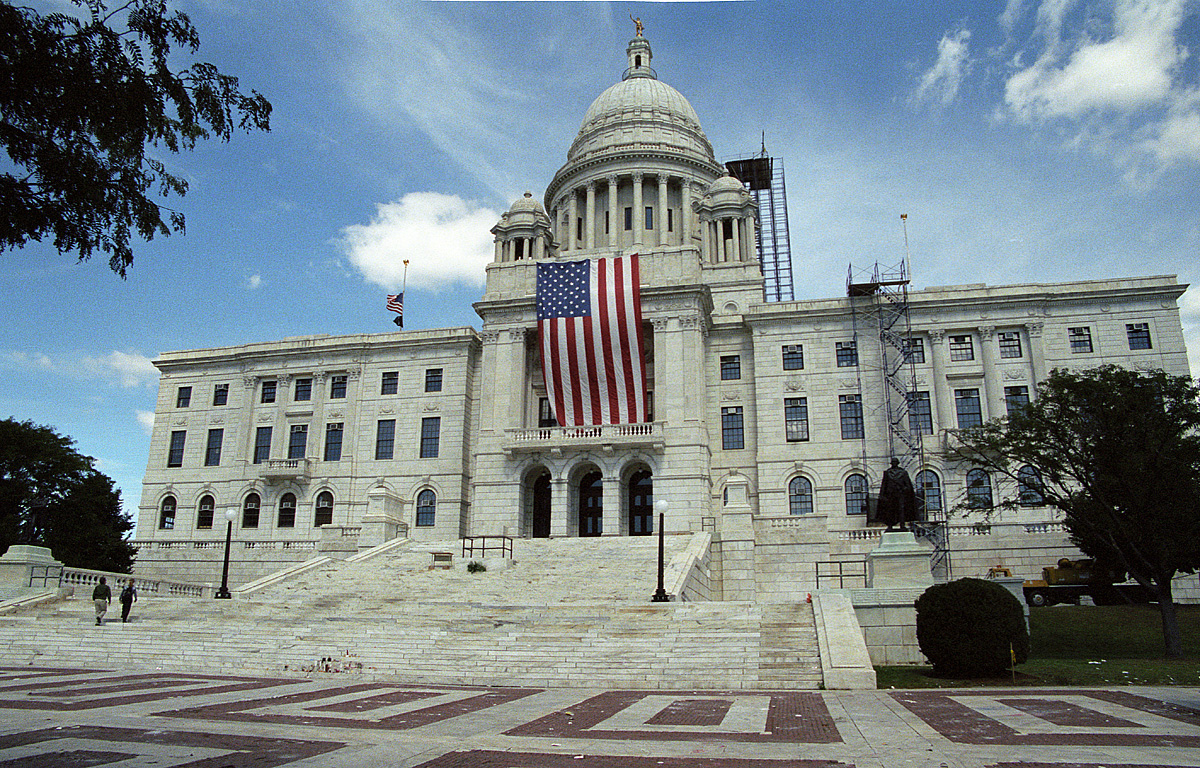
羅德島州議會大廈。

羅德島州議會大廈位在普罗维登斯。羅德島州的现任州长是丹尼爾·麥基.

## 地理
羅德島州是典型夏季溫暖的溫帶大陸性氣候，有着炎熱多雨的夏季。羅德島最高溫記錄是在1975年8月2日，高達105℉（40℃），而最低溫度記錄是在1996年2月6日位于科芬特里的-13℉（-25℃）。天氣大致來說還是比較舒適的。

## 旅遊與觀光資訊
罗得岛州号称“全世界的游艇之都”，航海传统悠久，有长达400英里（640）的海岸线，并且有33个州立公园以及63处州立海滩。在纳拉甘西特湾和罗得岛湾（Rhode Island Sound）有大量三角帆船停泊。渔船出海带回螃蟹、龙虾、海虾和鱼，其中一些直接供应本地餐厅，制成螃蟹浓汤等地方菜。
罗得岛州比较著名的景点有：

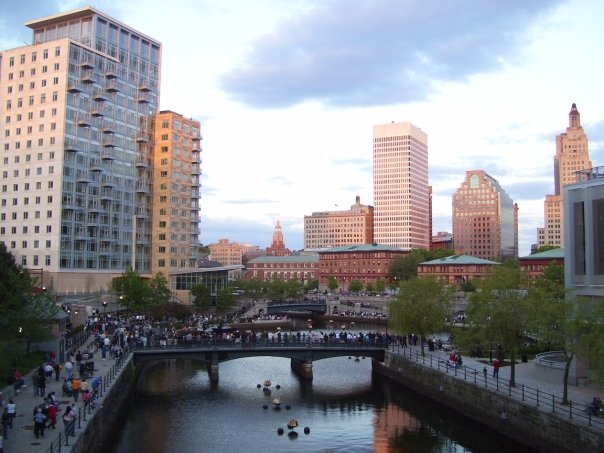
普羅維登斯

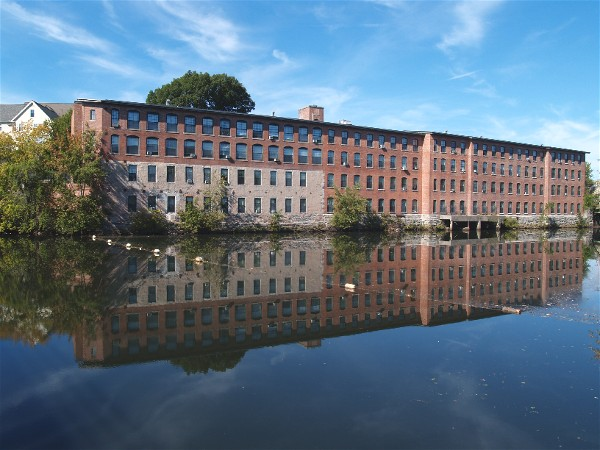
文索基特

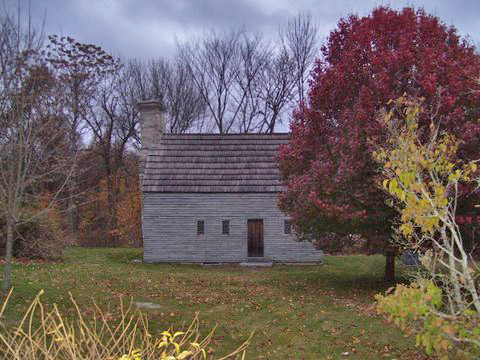
強斯頓

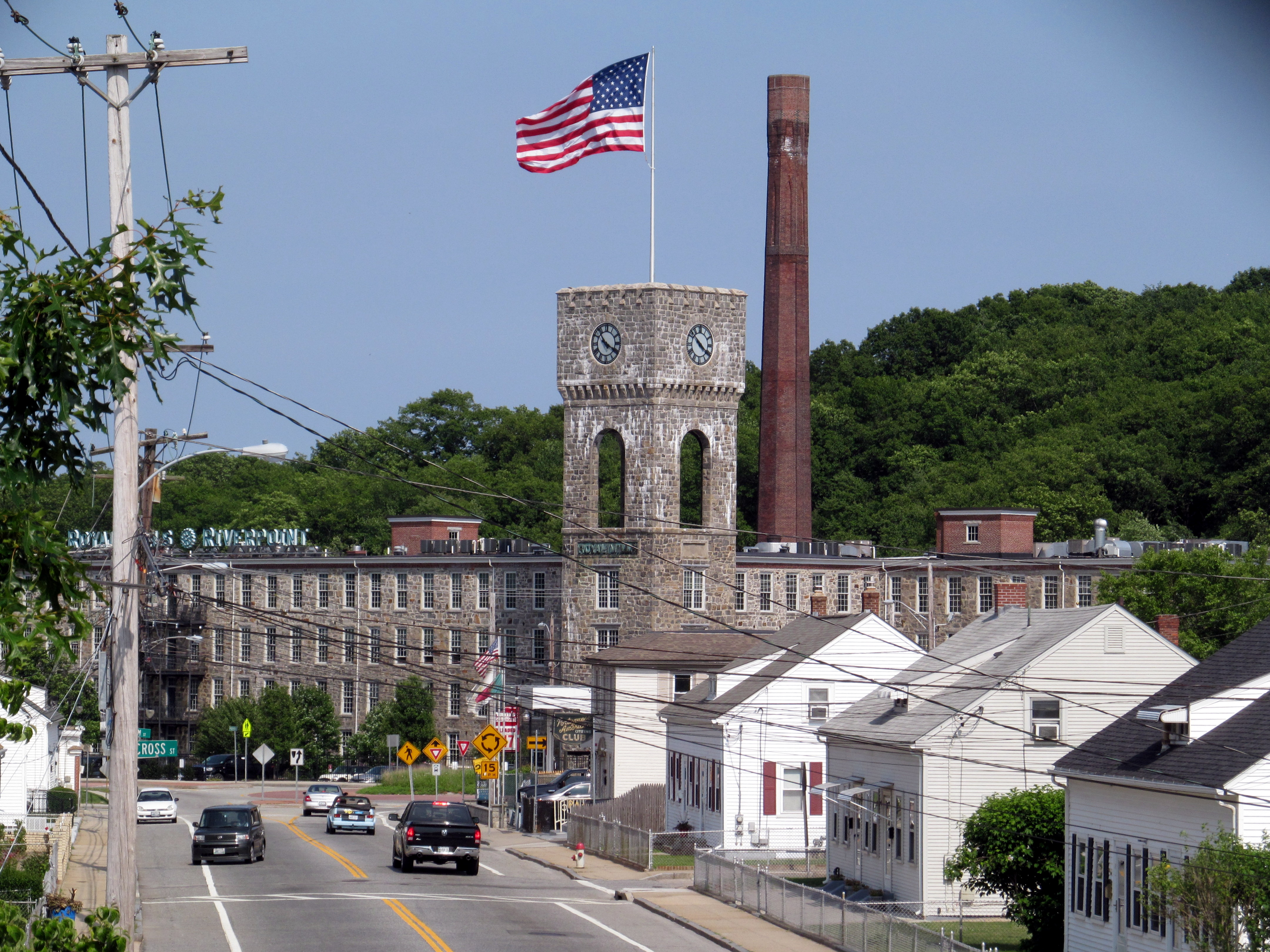
沃里克

- 罗杰·威廉姆斯国家纪念区（位於普罗维登斯）
- 新港殖民屋（位於紐波特）
- 拱廊（位於普罗维登斯）
- 绿色动物型花园（位於普茲茅斯）
- 州政府大楼（位於普罗维登斯）

在该州受欢迎的活动有：游船、钓鱼、游泳、露营、各种运动。

## 經濟
罗得岛州工业发展历史悠久。1798年开始生产草帽，是美国草帽首创之州。1900年城市人口已占全州的90%，是世界工业最密集地区之一。纺织业首先得到发展。1790年在波特基特建立的小型棉纺厂是美国开始有纺织业的标志。黑石河和波克特克河及其支流为纺织厂提供丰富水力。19世纪时在河谷地带出现许多纺织村镇。从20世纪后叶起，珠宝业、电子业和保险业发展较快。在制造业方面，以生产电器、仪表、家具和金属制品著称。目前在产值上，珠宝和银器占第一位，纺织品占第二位，金属制品占第三位。
矿产有宝石，适于做饰物；也产作为建筑材料用的细砂、卵石及石块。全州最好的耕地分布在普茲茅斯、米德尔敦和南部沿海地区。主要农作物为玉米和马铃薯。其余地方只宜作牧场，饲养奶牛或家禽。沿海及海湾有渔业，主产龙虾。
普罗维登斯是公路交通中心，高速公路通波士顿、科德角和康涅狄格州。1835年建成的普罗维登斯至波士顿的铁路为州内第一条铁路。现在从波士顿经该州到纽约的铁路在客货运输上仍很繁忙。纳拉甘西特湾为历史上主要商业水道，船舶可从这里沿黑石河上溯到波特基特瀑布。

## 人口
2003年人口普查，羅德島州有1,076,164人。目前羅德島州的種族比例可分為：
- 81.9%－白人
- 8.7%－拉美裔人
- 4.9%－非裔
- 2.7%－混血種族
- 2.3%－亞裔美國人
- 0.5%－印地安原住民

羅德島州的前五大居民祖先為：
1. 19%－義大利人
2. 18.4%－愛爾蘭人
3. 12%－英國人
4. 10.9%－法國人
5. 8.7%－葡萄牙人

此外，五歲以下的居民占有6.1%，18歲以下則有23.6%。至於65歲以上則是14.5%。羅德島州的女性略多於男性，百分比為52%。
宗教上，羅德島州人口信仰比例為：
- 42%－羅馬天主教徒
- 30%－新教徒
- 20%－無信仰者
- 1%－其他基督教派的教徒
- 1%以下－其他宗教教徒

羅德島州前三大新教徒教會是：
- 美国圣公会－6%
- 美北浸礼会－5%
- 聯合循道會－2%

## 重要城鎮

### 重要城市

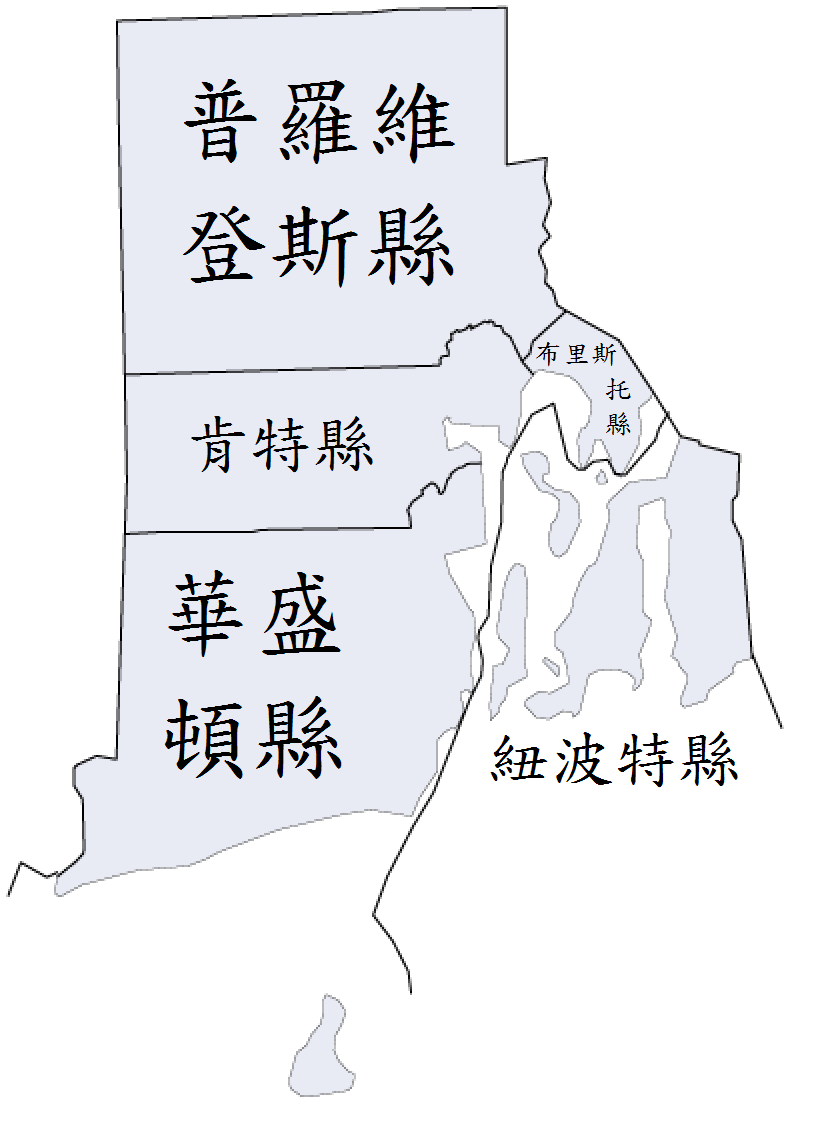

- 普洛威頓斯
- 克兰斯頓
- 波塔基特
- 沃里克
- 文索基特
- 紐波特
- 韦斯特利（Westerly）

### 都会区（镇区级统计）
| 排名 | 都会区名稱                                | 人口      |
| ---- | ----------------------------------------- | --------- |
| 1    | 普罗维登斯-瓦威克 M-NECTA (州内部分)      | 1,024,570 |
| 2    | 诺威奇-新伦敦-韦斯特利 M-NECTA (州内部分) | 30,738    |

### 都会区（县级统计）
| 排名 | 都会区名稱                       | 人口      |
| ---- | -------------------------------- | --------- |
| 1    | 普罗维登斯-瓦威克 MSA (州内部分) | 1,057,315 |

### 镇
罗得岛州的“镇”（town）是“行政镇区”（civil township）归类为“小行政单位”（minor civil division）。罗得岛州全部地方都是“镇”管辖。“镇”和“自治体”（municipality）是一致。罗得岛州全部地方都是“镇”管辖除了“市”（city）。“镇”和“自治体”（municipality）是一致。

## 教育

### 學院和大學
詳見羅德島州學院和大學列表

### 中学
- 預備学校
  - Moses Brown School
  - Portsmouth Abbey School（英语：Portsmouth Abbey School）
  - Providence Country Day
  - St. George's School（英语：St. George's School, Newport）
  - The Wheeler School
- 天主教學校
  - Bishop Hendricken
  - Mount St Charles
  - St.Mary academy Bayview

## 重要體育團體

### 棒球
- 小聯盟
  - 波塔基特红袜（Pawtucket Red Sox，3A級國際聯盟，母隊：波士頓紅襪）

### 籃球
- NCAA
  - Providence College / PC（修道士—Friars）
  - University of Rhode Island / URI（公羊—Rams）

### 冰球
- NCAA
  - Providence College / PC（修道士—Friars）
- 中学
  - Mount St Charles

## 交通

### 重要機場
- 沃里克（Warwick）的西奥多·弗朗西斯·格林纪念州立机场（Theodore Francis Green Memorial State Airport），簡稱T·F·格林機場

### 重要高速公路
- 84号州际公路 (宾夕法尼亚州至马萨诸塞州)
- 95號州際公路

## 外部連結
- The Providence Journal （页面存档备份，存于） 英文日報
- The Providence Phoenix 英文報纸
- Brown University （页面存档备份，存于）（英文） 布朗大学
- Providence College （页面存档备份，存于）（英文） 普洛威顿斯学院
- University of Rhode Island （页面存档备份，存于）（英文） 罗得岛大学
- Roger Williams University （页面存档备份，存于）（英文） 羅傑威廉姆斯大學
- Salve Regina College （页面存档备份，存于）（英文） 沙尔瓦·瑞金学院